# Algot Gunnarsson i Nälden
Olof Algot Gunnarsson (i riksdagen kallad Gunnarsson i Nälden), född 19 oktober 1888 i Näskotts socken, död där 25 juni 1973, var en svensk tjänsteman och politiker (folkpartist).
Algot Gunnarsson, som kom från en bondefamilj, arbetade som kontorschef och från 1930 disponent vid Näldens ullspinneri AB. Han var också aktiv på lokal och regional nivå i IOGT och var vice ordförande i Näldens kommunalfullmäktige, samt ordförande i ortens avdelning av Frisinnade landsföreningen och senare Folkpartiet.
Han var riksdagsledamot i andra kammaren 1949-1952 för Jämtlands läns valkrets och var i riksdagen suppleant i bevillningsutskottet under hela mandatperioden. Han engagerade sig i skilda frågor om landsbygdsbefolkningens situation.